# Jannis Kalmazidis
Jannis Kalmazidis, född 16 juni 1968 i Budapest i Ungern, är en volleybollspelare och -tränare. Han var med i det svenska landslaget som kom sjua vid OS 1988 och tog silver vid EM 1989. Totalt spelade han 149 landskamper.
Kalmazidis blev svensk mästare med Sollentuna VK 1987/1988. Han lämnade senare Sverige för spel i Grekland där han blev grekisk mästare fem gånger med GS Iraklis. Han avslutade sin spelarkarriär i klubben 2007 och gick istället över till att bli andretränare då Anders Kristiansson kom till GS Iraklis som tränare. Han följde Kristiansson till Olympiakos SFP där han fick sitt första egna tränaruppdrag 2010 då Kristiansson avgick. Han har sedan dess tränat andra klubbar i Grekland, Libanon, Förenade arabemiraten och Estland samt varit förbundskapten för Greklands damlandslag. 